# Massaker von Derviška Niva

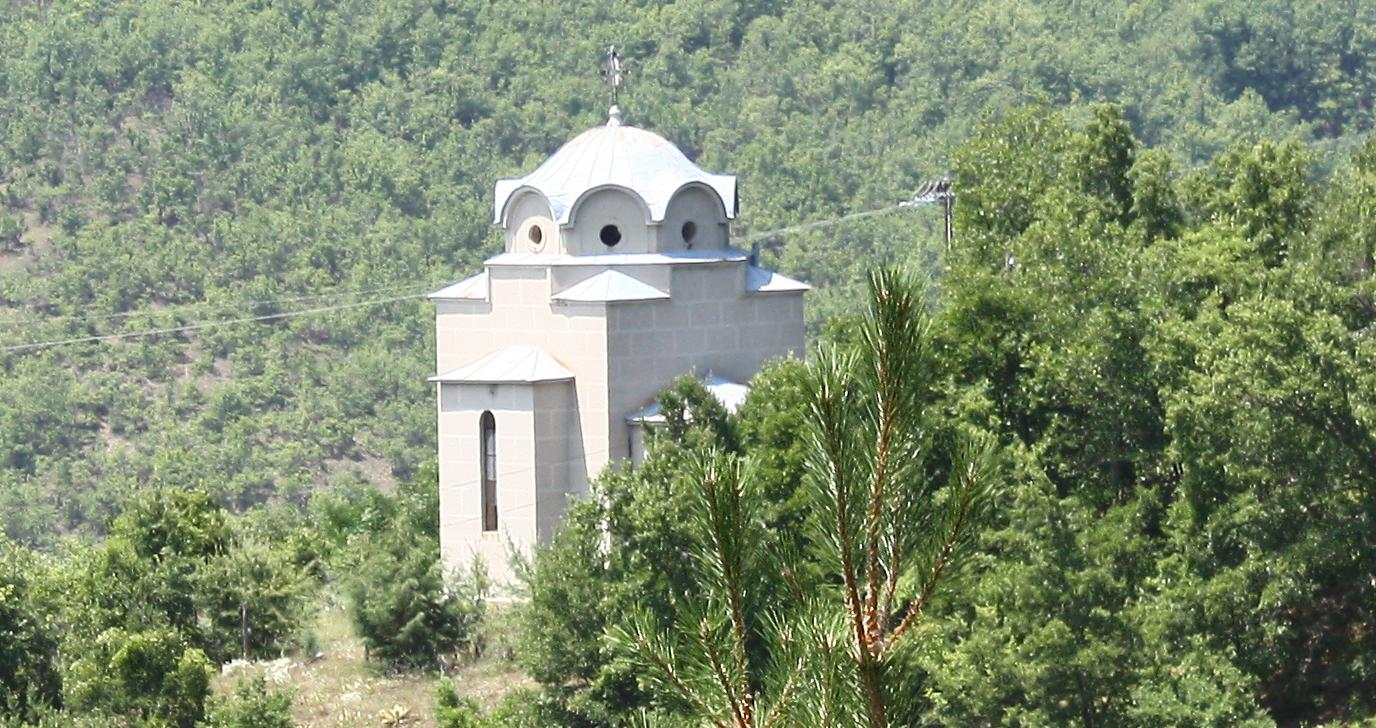
Grabkapelle bei der Ortschaft Derviška Niva, wo auch die Opfer begraben wurden

Das Massaker von Derviška Niva (mazedonisch Масакр кај Дервишка Нива; serbisch-kyrillisch Масакр крај Дервишке њиве; bulgarisch Клане в Дервишка нива Klane w Derwischka niwa) erfolgte am 6. Januar 1916 im Zuge des Ersten Weltkriegs und war Teil einer Strafexpedition bulgarischer Streitkräfte und Kräfte der IMARO. Das Massaker an 103 serbischen bzw. pro-serbischen Zivilisten und Mitgliedern der serbischen Tschetnik-Bewegung in Makedonien fand bei der Gegend Derviška Niva bei Gorni Manastirec in der Poreče-Region im heutigen Nordmazedonien statt.
Im Zuge der makedonischen Frage und nach der Niederschlagung des Ilinden-Preobraschenie-Aufstandes war das von Bergen und Tälern durchsetzte Poreče Zufluchts- und Rückzugsort vieler serbischer Tschetniks in Makedonien. In diesen Jahren kam es zu zahlreichen Scharmützeln zwischen serbischen Tschetniks unter der Führung von Micko Krstić, Jovan Babunski etc. auf der einen, bulgarischen Tschetas der IMARO auf der anderen Seite. Als Vardar-Makedonien nach den Balkankrieg 1913 serbisch wurde, wurde die Poreče-Region als Hauptstütze der neuen Machthaber bezeichnet, die versuchte, die Bulgaren und das Bulgarentum in der Region zu vernichten und zu vertreiben. In dieser Unterstützung, sah der jugoslawische Kommunistenführer Lazar Mojsov die Motive für die Strafexpedition, welche zum Massaker führte. Das Massaker richtete sich gegen die serbische Intelligenz der Region, unter ihnen meist angesehene Leute, Priester, Lehrer, Bürgermeister, Komiteevorsitzende, Wojwoden und Tschetniks, die das Serbentum in der Region verkörperten. Laut dem Dorfpriester Marko Trpkoski († 2016) war das hundertdritte Opfer des Massakers ein bulgarischer Soldat, welcher sich weigerte an der Strafexpedition teilzunehmen. Nach dem Massaker beklagte sich der Polizeichef des makedonischen Militärbezirks (Makedonska woennoinspekzionna oblast) bei dem bulgarischen Innenminister Christo Popow darüber, dass er mit der Gesetzlosigkeit der Paramilitärs (IMARO) nicht fertig werden könne. Etwa 205 Personen aus der Region wurden zusätzlich verhaftet und nach Prilep gebracht.
Das Massaker wurde mutmaßlich durch Mitglieder der Streitkräfte des Königreichs Bulgarien unter der Führung von Oberst Konstantin Panow und bewaffneten Tschetas (Gruppen) der Inneren Makedonisch-Adrianopeler Revolutionären Organisation (IMARO) begangen, welche als Makedonisch-Adrianopeler Landwehr in der bulgarischen Armee eingegliedert waren.
Als nach dem Ersten Weltkrieg die Region erneut serbisch wurde, wurden die Gebeine der Ermordeten in eine speziell dafür errichtete Grabkapelle beigesetzt.